# Arzneimitteltherapie
Arzneimitteltherapie ist eine medizinische Zeitschrift, die Informationen zur Pharmakotherapie für Ärzte und Arzneimittelkommissionen und darüber hinaus evidenzbasierte Medizin anbietet.

## Zielgruppen und Organisation
Die Arzneimitteltherapie richtet sich an Ärzte aller Fachrichtungen, insbesondere an Ärzte in Kliniken. Weiterhin möchte sie Diskussionsgrundlage für die Entscheidungen der Arzneimittelkommission in der Klinik sein und damit auch die für die Arzneimittelversorgung verantwortlichen Apotheker ansprechen. Im Mittelpunkt der Arzneimitteltherapie stehen Fragen der medikamentösen Behandlung.
Die Konzeption erfolgt durch die Herausgeber, die redaktionelle Bearbeitung durch Fachredakteure (Heilberufler). Für inhaltliche Fragen wird zudem auf einen ständigen wissenschaftlichen Beirat zurückgegriffen. Die Autoren sind freie wissenschaftliche Journalisten oder Experten aus Forschung und Praxis. Die Begutachtung der Manuskripte erfolgt durch die Herausgeber, den Beirat oder externe Gutachter und Experten.

## Aufbau
Berichte von internationalen Tagungen, wissenschaftlichen Konferenzen und Kongressen, Therapiehinweise und Neuigkeiten aus Forschung und Entwicklung können in der Rubrik „Referiert & kommentiert“ nachgelesen werden. Übersichten beschäftigen sich mit einzelnen Schwerpunktthemen. Weitere Rubriken sind zum Beispiel Editorial, Pharmakovigilanz und Klinische Studie.
Die Arzneimitteltherapie bietet ihren Lesern eine zertifizierte ärztliche Fortbildung (CME) in Kombination mit Deutscher Apothekerzeitung, Medizinischer Monatsschrift für Pharmazeuten, Krankenhauspharmazie, Interpharm in der Rubrik „Lernen + Punkten“ für angemeldete Benutzer. Bisherige Ergebnisse können abgefragt und ausgedruckt werden.
Das Medium bietet ein Supplement nur für Abonnenten an:
- Neue Arzneimittel (ebenfalls Beilage der Deutschen Apothekerzeitung)
- Ein weiterer Beileger bzw. ein Ergänzungsjournal ist der AMT Express

Die Zeitschrift hatte 2024 eine Druckauflage von 12394 Exemplaren, davon 1143 als Abonnement und 10871 als Freistücke.